# Síntesi orgànica
La síntesi orgànica és una branca especial de la síntesi química i s'ocupa de la construcció de compostos orgànics mitjançant reaccions orgàniques. Les molècules de la química orgànica sovint poden contenir un alt nivell de complexitat, comparades amb les purament pertanyents a la química inorgànica; per tant, la síntesi de composts orgànics s'ha desenvolupat dins d'una de les branques més importants de la química orgànica. Hi ha dues àrees principals de camps de recerca en la síntesi orgànica: la síntesi total i la metodologia.

## Síntesi total
Una síntesi total és la síntesi química completa d'una molècula orgànica, des de productes petroquímics o precursors naturals.
Robert Burns Woodward rebé el 1965 el premi Nobel de Química per diverses síntesis totals (per exemple, l'estricnina).

## Metodologia
Cada pas d'una síntesi implica una reacció química. Hi ha un mètode disponible en la bibliografia per a fer els intermediaris sintètics, però hi ha intermediaris que no s'han fet mai i aquests es podran fer seguint la metodologia existent. Per a ser útils, els mètodes han de tenir un rendiment acceptable i ser pràctics. La metodologia implica tres estadis: descobriment, optimització i abast, i limitacions.